# Canottaggio ai Giochi della XXVIII Olimpiade - Otto femminile
La gara di otto femminile dei Giochi della XXVIII Olimpiade si è svolta tra il 15 e il 22 agosto 2004.

## Batterie
Hanno partecipato alle batterie di qualificazione 7 equipaggi, suddivisi in 2 batterie: i primi di ogni batteria sono passati direttamente alla finale A, mentre gli altri hanno effettuato i ripescaggi.
15 agosto 2004
| Posizione | Paese       | Atleta | Tempo      |
| --------- | ----------- | --- | ---------- |
| 1         | Stati Uniti | Kate Johnson, Samantha Magee, Megan Dirkmaat, Alison Cox, Caryn Davies, Laurel Korholz, Anna Mickelson, Lianne Nelson e Mary Whipple        | 5'56"55 FA |
| 2         | Romania     | Rodica Florea, Viorica Susanu, Aurica Bărăscu, Ioana Papuc, Liliana Gafencu, Elisabeta Lipă, Georgeta Damian, Doina Ignat e Elena Georgescu | 5'56"77 R  |
| 3         | Germania    | Elke Hipler, Britta Holthaus, Maja Tucholke, Anja Pyritz, Susanne Schmidt, Nicole Zimmermann, Silke Günther, Lenka Wech e Annina Ruppel     | 5'59"75 R  |
| 4         | Australia   | Sarah Outhwaite, Jodi Winter, Catriona Oliver, Monique Heinke, Julia Wilson, Sally Robbins, Vicky Roberts, Kyeema Doyle e Katie Foulkes     | 6'02"77 R  |

| Posizione | Paese       | Atleta | Tempo      |
| --------- | ----------- | --- | ---------- |
| 1         | Paesi Bassi | Froukje Wegman, Marlies Smulders, Nienke Hommes, Hurnet Dekkers, Annemarieke van Rumpt, Annemiek de Haan, Sarah Siegelaar, Helen Tanger e Ester Workel | 6'04"10 FA |
| 2         | Cina        | Yu Fei, Luo Xiuhua, Cheng Ran, Yan Xiaoxia, Wu You, Yang Cuiping, Gao Yanhua, Jin Ziwei e Zheng Na                                                     | 6'06"20 R  |
| 3         | Canada      | Anna-Marie de Zwager, Pauline van Roessel, Jacqui Cook, Andréanne Morin, Roslyn McLeod, Karen Clark, Romina Stefancic, Sabrina Kolker e Sarah Pape     | 6'12"40 R  |

## Ripescaggi
I primi 4 equipaggi del ripescaggio si sono qualificati per la finale A.
18 agosto
| Posizione | Paese     | Atleta | Tempo      |
| --------- | --------- | --- | ---------- |
| 1         | Romania   | Rodica Florea, Viorica Susanu, Aurica Bărăscu, Ioana Papuc, Liliana Gafencu, Elisabeta Lipă, Georgeta Damian, Doina Ignat e Elena Georgescu        | 6'03"99 FA |
| 2         | Germania  | Elke Hipler, Britta Holthaus, Maja Tucholke, Anja Pyritz, Susanne Schmidt, Nicole Zimmermann, Silke Günther, Lenka Wech e Annina Ruppel            | 6'06"86 FA |
| 3         | Australia | Sarah Outhwaite, Jodi Winter, Catriona Oliver, Monique Heinke, Julia Wilson, Sally Robbins, Vicky Roberts, Kyeema Doyle e Katie Foulkes            | 6'09"64 FA |
| 4         | Cina      | Yu Fei, Luo Xiuhua, Cheng Ran, Yan Xiaoxia, Wu You, Yang Cuiping, Gao Yanhua, Jin Ziwei e Zheng Na                                                 | 6'09"87 FA |
| 5         | Canada    | Anna-Marie de Zwager, Pauline van Roessel, Jacqui Cook, Andréanne Morin, Roslyn McLeod, Karen Clark, Romina Stefancic, Sabrina Kolker e Sarah Pape | 6'15"18    |

## Finale
22 agosto 2004
| Posizione | Paese       | Atleta | Tempo   |
| --------- | ----------- | --- | ------- |
|           | Romania     | Rodica Florea, Viorica Susanu, Aurica Bărăscu, Ioana Papuc, Liliana Gafencu, Elisabeta Lipă, Georgeta Damian, Doina Ignat e Elena Georgescu            | 6'17"70 |
|           | Stati Uniti | Kate Johnson, Samantha Magee, Megan Dirkmaat, Alison Cox, Caryn Davies, Laurel Korholz, Anna Mickelson, Lianne Nelson e Mary Whipple                   | 6'19"56 |
|           | Paesi Bassi | Froukje Wegman, Marlies Smulders, Nienke Hommes, Hurnet Dekkers, Annemarieke van Rumpt, Annemiek de Haan, Sarah Siegelaar, Helen Tanger e Ester Workel | 6'19"85 |
| 4         | Cina        | Yu Fei, Luo Xiuhua, Cheng Ran, Yan Xiaoxia, Wu You, Yang Cuiping, Gao Yanhua, Jin Ziwei e Zheng Na                                                     | 6'21"71 |
| 5         | Germania    | Elke Hipler, Britta Holthaus, Maja Tucholke, Anja Pyritz, Susanne Schmidt, Nicole Zimmermann, Silke Günther, Lenka Wech e Annina Ruppel                | 6'21"99 |
| 6         | Australia   | Sarah Outhwaite, Jodi Winter, Catriona Oliver, Monique Heinke, Julia Wilson, Sally Robbins, Vicky Roberts, Kyeema Doyle e Katie Foulkes                | 6'31"65 |